# Río Paine

Balance hídrico de la cuenca del río Serrano. La cuenca del lago Sarmiento es endorreica, pero es posible que este comunicada con el lago del Toro subterráneamente.

El río Paine se ubica en la Región de Magallanes, en la Patagonia chilena. Pertenece a la cuenca del río Serrano, siendo el principal afluente de esa hoya, y del lago del Toro.
(No confundir con el río Paine (Canal Picton) que fluye en la isla Mornington.)

## Trayecto
El río nace en el lago Dickson, que es alimentado por el glaciar Dickson que esta sobre el límite internacional, recorre unos 9 km antes de llegar al lago Paine del que emerge en su extremo noroeste. Una vez que ocurre esto el río conserva el nombre y corre otros 15 km hasta llegar al lago Nordenskjöld de 28 km². Una vez que desagüa en este último, el río Paine llega al lago Pehoe (22 km²), a partir de un salto de 12 m de altura. En su camino posterior recibe al emisario del pequeño lago Skottsberg, situado entre el Nordenskjöld y el Grey para resurgir en el extremo SE del lago Pehoé y, a su salida, tras un recorrido de seis kilómetros en un lecho ancho y profundo, bien definido entre rocas fundamentales, se vacía en la ensenada NW del lago Toro.: 596 

## Caudal y régimen
La cuenca del río Serrano y la del Paine con sus afluentes directos muestran acentuados regímenes glaciales, con crecidas en verano, producto de los deshielos de los ventisqueros ubicados en la parte alta de ambas subcuencas. Los menores caudales se presentan en invierno. En años húmedos y secos los mayores caudales se observan entre noviembre y abril, mientras que los menores lo hacen entre junio y septiembre.

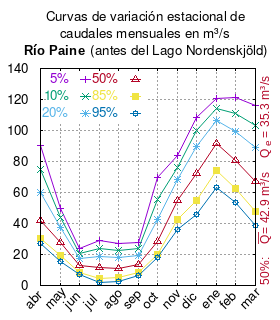
Curvas de variación estacional del río Paine, antes de su caída al lago Nordenskjöld.

El caudal del río (en un lugar fijo) varía en el tiempo, por lo que existen varias formas de representarlo. Una de ellas son las curvas de variación estacional que, tras largos periodos de mediciones, predicen estadísticamente el caudal mínimo que lleva el río con una probabilidad dada, llamada probabilidad de excedencia. La curva de color rojo ocre (con {\displaystyle {\color {Red}\vartriangle }}) muestra los caudales mensuales con probabilidad de excedencia de un 50%. Esto quiere decir que ese mes se han medido igual cantidad de caudales mayores que caudales menores a esa cantidad. Eso es la mediana (estadística), que se denota Qe, de la serie de caudales de ese mes. La media (estadística) es el promedio matemático de los caudales de ese mes y se denota {\displaystyle {\overline {Q}}}. 
Una vez calculados para cada mes, ambos valores son calculados para todo el año y pueden ser leídos en la columna vertical al lado derecho del diagrama. El significado de la probabilidad de excedencia del 5% es que, estadísticamente, el caudal es mayor solo una vez cada 20 años, el de 10% una vez cada 10 años, el de 20% una vez cada 5 años, el de 85% quince veces cada 16 años y la de 95% diecisiete veces cada 18 años. Dicho de otra forma, el 5% es el caudal de años extremadamente lluviosos, el 95% es el caudal de años extremadamente secos. De la estación de las crecidas puede deducirse si el caudal depende de las lluvias (mayo-julio) o del derretimiento de las nieves (septiembre-enero).

## Historia
Luis Risopatrón lo describe en su Diccionario Jeográfico de Chile de 1924:
Paine (Rio) 51° 00' 72° 53'. Nace de la laguna Dickson, corre hácia el NE por un cajón de piedras en un cauce estrechado por rocas que forman cascada i saltos de agua, cruza los lagos de trasmisión de Nordenskjold i Pehoe i se vácia en el rincón NW del lago del Toro. 122, p. XXXII, 92 i 112 vista; 134; i 156; i Payné en 151, VIII, p. 226.
Violentas crecidas de hasta 350 m³/s del caudal del río se observaron durante los años 1982 y 1983 interrunpiendo el flujo normal de turistas hacia el parque nacional Torres del Paine.